# ArchLabs
ArchLabs war eine neuseeländische, auf Arch Linux basierende Linux-Distribution, die sich an fortgeschrittene Anwender richtete. Mitte 2023 wurde auf der Webseite das Ende der Distribution verkündet.

## Entwicklung
Inspiration für die Entwicklung kam von den Debian basierten CrunchBang Linux und BunsenLabs. Als Derivat von Arch Linux nutzte es jedoch ein Rolling-Release-Modell und verfolgte das KISS-Prinzip.

## Besonderheiten
Pacman sowie die Paketquellen von Arch Linux wurden übernommen, wodurch die Distribution sich nicht weit entfernte. Stattdessen wurden mit den Ncurses-basierten AL-Installer und Pacman-Frontend pacli, welches sich auch im Arch User Repository befindet, zusätzliche Aufsätze für weiteren Komfort hinzugefügt. Durch die Verwendung des einfach gehaltenen Fenstermanagers Openbox verbraucht das System im Leerlauf wenig Arbeitsspeicher. Das distributionseigene ArchLabs-Hello half bei der Konfiguration und der Aktualisierung des Systems.
Insgesamt galt das System als minimalistisch und als nicht Ideal für Einsteiger.